# 俞沛文
俞沛文（？—），江蘇太倉人，中华人民共和国政治人物、外交官。其父俞鳳賓曾任中華醫學會會長。
1966年，担任中华人民共和国驻苏丹大使。1970年11月24日，中华人民共和国与埃塞俄比亚建交后，于翌年起开始派遣驻埃塞俄比亚特命全权大使，其接替首任中华人民共和国驻埃塞俄比亚大使。1974年，由杨守正接任，其改任中华人民共和国驻奥地利大使。